# 商討日
商討日是由美國政治學者布魯斯·阿克曼和詹姆斯·費什金建議的一個概念，在國家重要的選舉前，建立一個新的假期，讓公民可以更積極地參與選舉的討論，或者為參與討論的公民提供經濟補貼，以鼓勵公民行使他們應有的權利。他們曾建議以商討日取代現有的華盛頓生日。